# Harpobittacus scheibeli
Harpobittacus scheibeli är en näbbsländeart som beskrevs av Peter Esben-Petersen 1935. 
Harpobittacus scheibeli ingår i släktet Harpobittacus och familjen styltsländor. Inga underarter finns listade i Catalogue of Life.